# Volker Bräutigam (Autor)

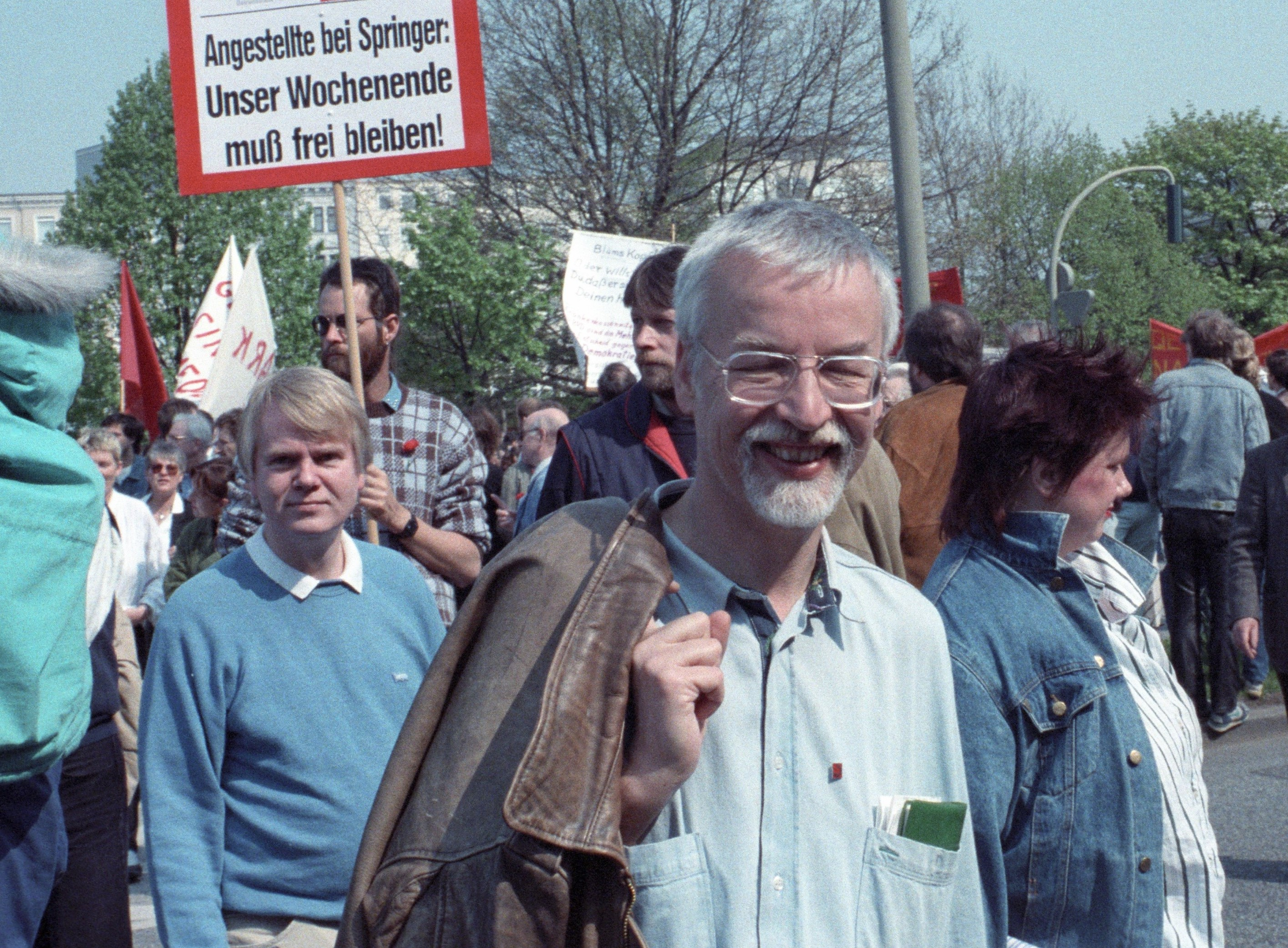
Volker Bräutigam auf einer 1. Mai-Demonstration in Hamburg

Volker Bräutigam (* 21. Juni 1941 in Gera) ist ein deutscher Journalist und Sachbuchautor. Er war Gewerkschaftsfunktionär der IG Medien und zuletzt Lehrbeauftragter an der Fu-Jen-Universität Taipeh/Taiwan.

## Leben
Nach Tätigkeiten als Druckereihelfer, Redaktionsvolontär, Kraftfahrer und einer Zeit der Arbeitslosigkeit wurde Bräutigam Redakteur bei der Augsburger Allgemeinen, der Stuttgarter Zeitung und anderen. Von 1975 bis 1985 war er Nachrichtenredakteur der Tagesschau in Hamburg. Ab 1985 war er sechs Jahre freigestellter Personalrat und danach in der Kulturredaktion von N3 tätig.
Bräutigam war außerdem Studienleiter und Pressereferent der Evangelischen Akademie Loccum.
1960 wurde er Mitglied der Gewerkschaft ÖTV und wechselte später zur IG Druck und Papier. 1975 kam er zum NDR und wurde dort Mitglied der RFFU, die 1985 mit der IG Medien verschmolz. Im Laufe seiner Gewerkschaftszugehörigkeit war Bräutigam Vorsitzender des Verbandes Nord der RFFU/IG Medien sowie Vorstandsmitglied der IG Medien und hatte weitere ehrenamtliche Funktionen im DGB inne.
Im Juli 1988 organisierte Bräutigam für die IG Medien/RFFU im Norddeutschen Rundfunk (NDR) die erste mit Programmausfall verbundene Arbeitsniederlegung in der deutschen Fernsehgeschichte.
Er verlegte in den 1990er Jahren seinen Berufs- und Lebensmittelpunkt nach Taiwan. In Taipeh arbeitete Bräutigam für ein Forschungsprojekt des National Science Council und als Lehrbeauftragter am Übersetzungswissenschaftlichen Institut der Fu-Jen-Universität. In den letzten Jahren bis zu seiner Pensionierung war er als Berater für Umweltschutz-Technologie der Environmental Protection Foundation (EPF) an der Taiwan National University in Taipeh tätig. Daneben schrieb er als Fernost-Korrespondent für die Zeitschrift Ossietzky.
Nach seiner Verrentung 2002 kehrte Bräutigam nach Deutschland zurück. Er schrieb u. a. für das DKP-Zentralorgan Unsere Zeit, für das Onlinemagazin Rubikon, für NRhZ-Online und den russischen Propagandasender RT Deutsch.

## Publikationen
In Die Tagesschauer. Ein Tagesschau-Redakteur berichtet (1982) analysierte Bräutigam Strukturen und Arbeitsweisen der Tagesschau-Redaktion. In einer Rezension für Die Zeit bezeichnete Hans-Heinrich Obuch 1982 die Momentaufnahmen und Informationen Bräutigams als „anschaulich und exakt“. Sie erhellten dem Leser „Mechanismen einer aktualitätsverpflichteten, oberflächlichen Nachrichtenzubereitung“.
In Die Falschmünzer-Republik – Von Politblendern und Medienstrichern (2009), von Klaus Stuttmann illustriert, stellt Bräutigam seine Kritik an der angeblich mangelnden Beachtung des Rundfunkrechts dar. Die Massenmedien würden mehrheitlich „mittels Falschinformation und aggressiver Intoleranz“ die bestehenden gesellschaftlichen Missverhältnisse rechtfertigen, sie fördern und verschärfen. Dabei würden die Medien zu „Falschmünzer(n) im Interesse jener Eliten, die unbegrenzt Reichtümer aufhäufen und mittlerweile unbeschränkt Macht ausüben. Und dies ohne jede demokratische Legitimation.“ Bräutigams Kritik bezieht sich hauptsächlich auf die China-Berichterstattung. Für Rezensent Gauer liefert Bräutigam kritische Analyse und den Nachweis, dass die Massenmedien unisono mit Falschinformation bestehende gesellschaftliche Missverhältnisse fördern. Besonders bitter seien seine Erinnerungen daran, wie verantwortungsvolle journalistische Arbeit und der Informationsauftrag öffentlich-rechtlicher Medien zu methodischer Desinformation verkommen sei. Bräutigan reiche „bewusst zurückgehaltene Informationen“ nach, zum Beispiel wie staatliche Forschungseinrichtungen mit der Rüstungsindustrie zusammenarbeiten.
Die Macht um acht (2017), die Bräutigam mit Ulrich Gellermann und Friedhelm Klinkhammer verfasste, wurde in den Blättern für deutsche und internationale Politik besprochen. Daniela Dahn hebt in ihrer Rezension hervor, die Autoren argumentierten bei ihren Rügen der Verstöße gegen Programmrichtlinien sehr präzise. Die Mitwirkungsmöglichkeit der Zuschauer in Form von Kritik erweise sich angesichts der Unangreifbarkeit des Rundfunkrats als Farce. Es sei aber wohl noch mehr als nur ein dreister Anspruch auf Unfehlbarkeit, wie die Autoren vermuteten, sondern nach Auffassung Dahns möglicherweise noch schlimmer: „Die Programm-Redakteure würden sicher auch lieber über brisante Hintergründe berichten, als die ewig gleichen Klischees zu wiederholen. Doch nur wenn sie – vielleicht sogar unbewusst – eben diese Klischees bedienen, können sie mit Anerkennung rechnen. Ja, man gewinnt den Eindruck, als horchten sie fast nur auf das Echolot der sie fördernden Hierarchien – darüber hinaus gehören interessierte Zuschauer und Leser gar nicht zur Zielgruppe.“

## Veröffentlichungen

### Monografien
- Als Hrsg.: Die Meinungsfreiheit des Journalisten. (= Loccumer Protokolle. Nr. 02/75).
- Die Tagesschauer. Rowohlt Verlag, Reinbek 1982, ISBN 3-499-20302-5 (Alternativ-ISBN 3-499-20302-2).
- Die Falschmünzer-Republik – Von Politblendern und Medienstrichern. Kückenshagen 2009, ISBN 978-3-938398-90-6.[9]
- Mit Uli Gellermann und Friedhelm Klinkhammer: Die Macht um acht. Der Faktor Tagesschau. (= Neue Kleine Bibliothek. 241). PapyRossa Verlag, Köln 2017, ISBN 978-3-89438-633-7.
- Mit Maren Müller und Friedhelm Klinkhammer: Zwischen Feindbild und Wetterbericht: Tagesschau & Co. – Auftrag und Realität. PapyRossa Verlag, Köln 2019, ISBN 978-3-89438-704-4.
- Mit Friedhelm Klinkhammer: Der öffentlich-rechtliche Rundfunk ist am Ende. Aber ein Ende ist nicht in Sicht. Fifty-Fifty-Verlag, Frankfurt am Main 2023, ISBN 978-3-947768-46-2.

### Beiträge
- Personalinformationssystem beim NDR. In: Monika Binas (Hrsg.): Das Datennetz – Computer bedrohen die Freiheit. Heidelberg 1983, ISBN 3-921265-40-1.
- Die Kunst des Drachentötens – Zum Studium der deutschen Sprache in Taiwan. In: Freies Asien. 39. Jahrgang, Nr. 18/19, Taipei 1997.
- mit Chen Yung-Yu: Disparität der Sprachebenen als Problem beim Übersetzen. In: Deutsch-taiwanesische Hefte. Nr. 1, Taipei 1999.
- Sonne, Wind und heiße Quellen. In: Taipeh heute. 14. Jahrgang, Heft 1, Taipei 2001.
- Die Erde ist alles, was wir an Himmel haben. In: Ursula Richter, Astrid Wiedemann (Hrsg.): Engelsgeschichten am Kamin. Reinbek 2005, ISBN 3-499-24013-0.
- Günstig abzugeben – die deutsche Eisenbahn. In: Gabriele Gillen, Walter van Rossum (Hrsg.): Schwarzbuch Deutschland. Handbuch der vermissten Informationen. Reinbek 2008, ISBN 978-3-498-02504-5.
- Herrschaft beginnt bei der Sprache In: Ronald Thoden, Sabine Schiffer (Hrsg.): Ukraine im Visier. Russlands Nachbar als Zielscheibe geostrategischer Interessen. Selbrund Verlag, Frankfurt/Main 2014, ISBN 978-3-9816963-0-1.
- Rückschau und Kritik In: Ronald Thoden (Hrsg.): ARD & Co. Wie Medien manipulieren. Selbrund Verlag, Frankfurt/Main 2015, ISBN 978-3-9816963-7-0.
- Öffentlich-rechtlicher Gesinnungsjournalismus In: Jens Wernicke (Hrsg.): Lügen die Medien? Westend Verlag, Frankfurt/Main 2017, ISBN 978-3-86489-188-5.
- Können wir uns wehren? Was nützen Programmbeschwerden In: ILANA (Hrsg.): Krieg und Frieden in den Medien. Ossietzky, Dähre 2018, ISBN 978-3-944545-14-1.
- mit Friedhelm Klinkhammer: Die Realitäts-Verdreher In: Jens Wernicke (Hrsg.): Der nächste Große Krieg. Frankfurt a. M. 2019, ISBN 978-3-946778-13-4.
- mit Friedhelm Klinkhammer: Reif für die Abwahl: Kabinett Merkel In: Rüdiger Rauls (Hrsg.): Corona. Zwischen Querdenken und Regierungspolitik. Trier 2021, ISBN 979-8-7173-2595-0.